# Alcântara (escuna)
O Alcântara foi um navio de guerra do tipo escuna que serviu a Armada Imperial Brasileira entre 1825 e 1830.

## História
A escuna era uma embarcação pertencente a armada inglesa que foi incorporada a armada brasileira em 1825, sendo o primeiro comandante nesta marinha o segundo tenente Pedro Paulo Boutroulle. Recebeu o nome Alcântara em homenagem ao município de Alcântara na então província do Maranhão. Ainda no ano de 1825, a escuna foi destacada para compôr a esquadra brasileira que fora enviada para bloquear Buenos Aires, durante a Guerra da Cisplatina, partindo para a missão no dia 13 de janeiro de 1826, divisão também composta pelo brigue Caboclo e escuna Itapiraca sob o comando do chefe de divisão Diogo Jorge de Brito. No mesmo conflito, o Alcântara foi designado para atuar em conjunto com outros navios, na força naval do almirante Rodrigo Lôbo, que bloqueou a frota argentina no porto de Colônia, em 12 de março. Em 1829 foi redesignado como paquete, entregue ao comando do segundo tenente Manuel Pedro dos Reis, até ser desarmado na província do Pará, em 1830.